# ميخائيل هيرزوغ
ميخائيل هيرزوغ (بالفرنسية: Mikel Herzog)‏ هو ملحن ومغني فرنسي، ولد في 16 أبريل 1960 في فيرغارا في إسبانيا.

## وصلات خارجية
- ميخائيل هيرزوغ على موقع IMDb (الإنجليزية)
- ميخائيل هيرزوغ على موقع ميوزك برينز (الإنجليزية)
- ميخائيل هيرزوغ على موقع ديسكوغز (الإنجليزية)